# Goldmark
Goldmark (tedesco per "marco-oro") era il nome usato per la valuta dell'Impero tedesco dal 1873 al 1918. In senso stretto il nome era quello delle monete auree, ma in generale fu attribuito alla valuta nell'insieme. Il nome ufficiale tuttavia era: "Mark" (abbreviazione: "M" oppure "Mk"). L'espressione "Goldmark" fu usata dopo il 1914 per distinguerlo dal Papiermark (marco di carta) che fu emesso a causa dell'inflazione.

## Generalità
Il marco dell'Impero tedesco era una valuta basata sul sistema aureo. Le monete di maggior valore (20 e 10 marchi) erano di conseguenza coniate anche in oro. In alcuni periodi furono emessi in oro anche i pezzi da 5 marchi.
Il contenuto in oro fu determinato in base al rapporto oro-argento del 1871 che era di 1: 15,5. Di conseguenza il pezzo da 10 marchi valeva esattamente 3 1/3 Vereinstaler, la moneta in uso fino al periodo. Il Vereinstaler era infatti coniato su un piede di 30 talleri, cioè con una libra (Pfund) da 500 g di argento fino si coniavano 30 talleri. Con l'introduzione della nuova moneta
1 Marco = 100 Pfennig
fu determinato il rapporto tra gold standard e silver standard
55,5555g argento fino (= 3 1/3 Taler) : 3,5842g oro fino (= 10 Marchi) = 15,5 : 1
Una moneta con nome simile, il markka, esisteva già in Finlandia dal 1864. Il markka usava però monete d'oro da 10 e 20 markka secondo lo standard dell'Unione monetaria latina e valeva un franco francese o una lira italiana oppure un 1/4 di Rublo.
Con la fiducia nella riserva aurea "garantita" dei principali paesi industrializzati, si ebbe dal 1871 al 1914 un tasso di cambio delle valute che era fissato dal peso delle monete che seguivano la parità aurea. La fiducia si estese anche alle banconote ed ai conti correnti delle più importanti imprese industriali e ditte dei paesi industrializzati. Si poteva parlare di una valuta mondiale fondata sull'oro. Esempio:
1 franco francese, lira italiana, dracma greca, lev bulgaro, leu rumeno, peseta spagnola, marco finlandese ed altre monete dell'Unione monetaria latina e dei paesi associati = 0,81 M
1 lira sterlina (sovrana) = 20,43 M
1 corona austro-ungarica = 0,85 M
5 rubli-oro = 20 franchi = 16,20 M
1 dollaro = 4,19 M
1 corona danese, corona norvegese, corona svedese = 1,125 M
1 fiorino olandese (Gulden) = 1,69 M

## Precedenti
Già nelle discussioni per il Trattato di Dresda (Dresdner Münzvertrag) nel luglio 1838 la Sassonia aveva presentato una proposta per creare una nuova moneta pari ad un terzo del Tallero sassone, suddivisa in 10 nuovi Groschen e 100 nuovi Pfennig.
Questa proposta fu però rifiutata dagli altri stati e si arrivò solo alla risoluzione che i 2 Talleri coniati secondo il piede prussiano fossero pari a 3 1/2 fiorini coniati dagli stati tedeschi meridionali, e che questo nuovo Tallero fosse la nuova moneta degli "Stati aderenti" con il nome di Vereinstaler.
Da una libra (Pfund) di 500 grammi di argento fino venivano coniate trenta monete. Il Vereinstaler era quindi una moneta d'argento che conteneva 16 2/3 grammi di argento fino. Recava la scritta "EIN VEREINSTHALER - XXX EIN PFUND FEIN" (Un tallero federale - 30 pezzi per ogni libra di fino). Il diametro era di 33 mm ed il peso complessivo era di 18,52 grammi.
Vereinstaler furono coniati anche in Italia dal governo austro-ungarico nelle zecche di Milano e Venezia dal 1857 al 1865.
Rimaneva comunque il problema della convertibilità delle monete frazionarie che cambiavano da stato a stato.
Alla conferenza tedesca sui commerci del 1869 fu presentato un memorandum di Adolf Soetbeer che chiedeva la creazione di una "valuta unitaria tedesca, decimale in marchi e Pfennig", come porzione di una "moneta nazionale aurea", che aderisse all'Unione Monetaria Latina. Metri, grammi (1 nuova libra = 500 grammi) e litri erano già stati accettati in Germania per l'influenza della Francia. La guerra franco-prussiana del 1870-71 inibì tuttavia l'introduzione di un "franco tedesco", così che la nuova valuta, il "Marco" prese il valore di un terzo del Vereinstaler.
Anche se il marco era basato sull'oro anziché sull'argento, nella conversione fu usato un tasso fisso di cambio tra il Vereinstaler ed il Marco pari a 3 Marchi = 1 Vereinstaler. La Germania meridionale aveva usato come unità di conto standard il Gulden, che valeva 4/7 del Vereinstaler e di conseguenza nel passaggio alla nuova valuta fu valutato 1,71 Mark.
Brema usava un Tallero locale basato sull'oro che fu convertito direttamente al Marco ad un tasso di 1 Tallero d'oro = 3,32 Marchi. Amburgo aveva usato il suo marco (Hamburg Mark prima del 1873 che fu sostituito dal Goldmark ad un tasso di 1 Hamburg Mark = 1,2 Goldmark.
Dal 1º gennaio 1876 in poi il marco divenne l'unica moneta legale in Germania. Il nome Goldmark fu creato più tardi per distinguerlo dal Papiermark (marco di carta) che fu soggetto ad una elevata perdita di valore a causa dell'inflazione che seguì la prima guerra mondiale.
Il valore delle monete dell'Impero tedesco era determinato dal loro contenuto in metallo prezioso e non erano di biglione. Le monete di valore maggiore erano battute in oro; 2790 marchi equivalevano ad 1 kg di oro puro.

## Storia
I pezzi in oro da 10 e 20 marchi furono immessi in circolazione con la legge monetaria del 1873 in sostituzione di otto diverse divise locali per un totale di 119 diversi tipi di monete come tallero, Gulden, Kreuzer, ecc. Un Vereinstaler d'argento, come già detto, valeva esattamente 3 marchi.
Con l'eccezione, fino al 1907, del tallero, il marco oro dal 1º gennaio 1876 fu l'unico mezzo legale di pagamento. Le prime emissioni ci furono già dal 1871 con l'emissione della moneta prussiana da 20 marchi. Fu anche usato l'oro dato dalla Francia in riparazione delle spese della guerra franco-prussiana del 1870-71.
Le banconote dal 1º gennaio 1910 divennero mezzi di pagamento legali e dovevano essere considerate esattamente come le monete cioè con "illimitato obbligo di accettazione liberatoria del debito".
Fino al 1910 nessuno, almeno teoricamente, era obbligato ad accettare moneta cartacea. Un obbligo limitato di accettazione era esistito dal 1871 solo per le monete frazionarie d'argento fino ad una somma massima di 20 marchi e, per le monete in leghe di rame, fino al valore di 1 marco. Nel commercio al dettaglio questa libertà non aveva comunque nessun uso pratico.
È interessante notare che il Vereinstaler d'argento, in corso fino al 1907, nel Konversationslexikon di Brockhaus dell'anno 1906 era ancora definito "Moneta corrente" (con illimitato obbligo di accettazione), anche se da molto tempo era di fatto una moneta frazionaria, poiché il valore d'argento, in confronto con il 1871, era molto diminuito. Il valore intrinseco in argento del tallero che nel 1871 era di 3 marchi, nel 1905 con un rapporto oro/argento di ca. 1: 34 era più che dimezzato a 1,37 marchi.
L'entrata in corso obbligatorio della nuova valuta (marco e Pfennig) fu fissato al 1º gennaio 1876 da un'ordinanza imperiale del 22 settembre 1875. Tuttavia fino al 1878 parallelamente al nuovo marco rimase in corso una serie di vecchie monete, ad es. 1/6 di tallero della Sassonia che valeva 50 nuovi Pfennig, oppure il Vereinsgulden delle Germania meridionale che valeva 1,71 M e che fu in corso fino al 31 dicembre 1875.
Dal 1873 con diverse leggi imperiali fu deliberato di porre fuori corso le precedenti monete dei singoli stati ed anche la valuta francese che circolava nell'"Alsazia-Lorena". Alla metà del 1876 la nuova valuta imperiale era praticamente, con poche eccezioni, utilizzata ovunque in Germania. Rimanevano solo i suddetti talleri e alcune vecchie monete coniate in argento dal 1750 (!).
Tra le curiosità c'era anche che il tallero austriaco degli anni 1857-67 fu accettato fino al 1900 alla pari con un valore di 3 marchi. Le vecchie monete bavaresi da 1 Heller (1/8 Kreuzer), legate alla vecchia monetazione in fiorini, rimasero valide in Baviera fino al 1878, con un valore di 1/2 Pfennig per limitare il "caro-birra". L'uscita di corso dello Heller bavarese fu oggetto di una nota pubblicata sulla gazzetta ufficiale imperiale del 10 dicembre 1875.
All'inizio uno degli obbiettivi finanziari di base del nuovo Impero tedesco era mantenere le monete d'oro emesse quanto più possibile nelle proprie casse o in quelle della Banca Imperiale e così prevenire la fuga verso una tesaurizzazione privata o all'estero. D'altronde le norme di copertura per le banconote fissavano i termini delle riserve auree. Il passaggio a un Gold standard puro, che tuttavia non avesse in corso monete d'oro accessibili a tutti, sarebbe stato nocivo per la reputazione internazionale dei marco

### Banconote

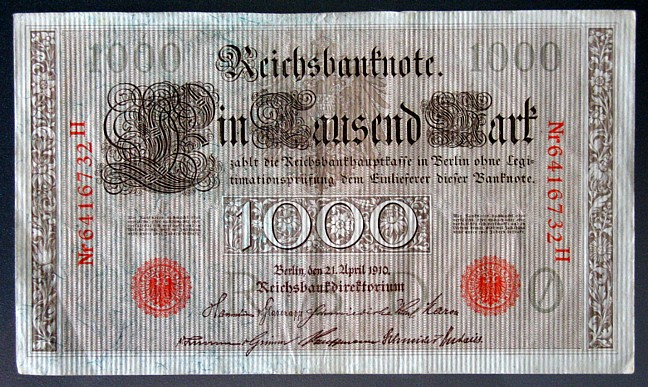
1.000 Marchi - sigillo rosso - 21 aprile 1910

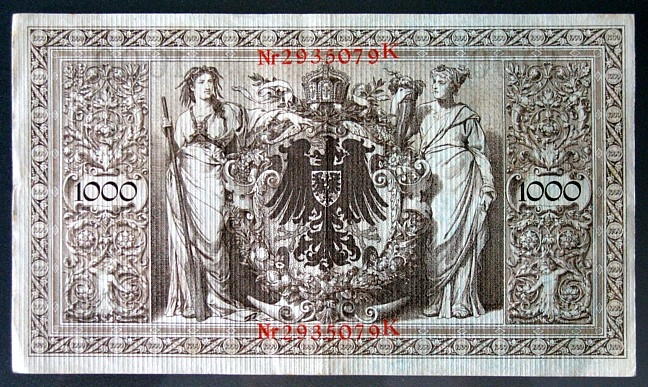
1.000 Marchi - sigillo rosso

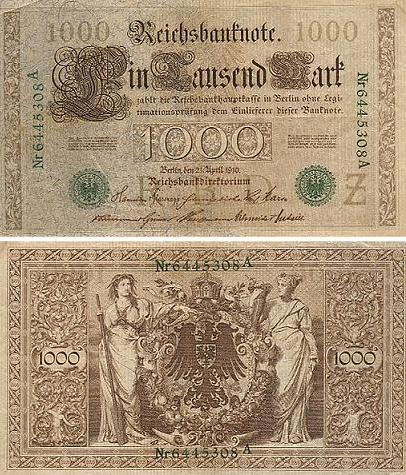
Banconota da 1.000-Mark datata 1910. Le banconote con il Reichsbanksiegel (sigillo della Banca del Reich) verde sono banconote retrodate, stampate, dopo una notificazione (Bekanntmachung) del 3. Dicembre 1918, subito dopo la fine della guerra. Solo le banconote con il sigillo rosso sono state stampate prima della guerra.

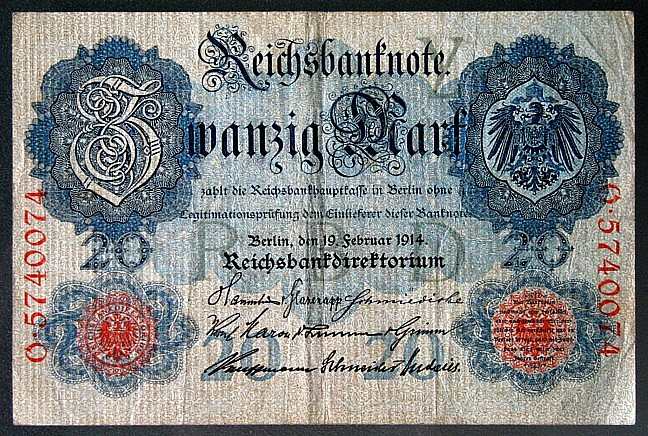
20 marchi - 19 febbraio 1914

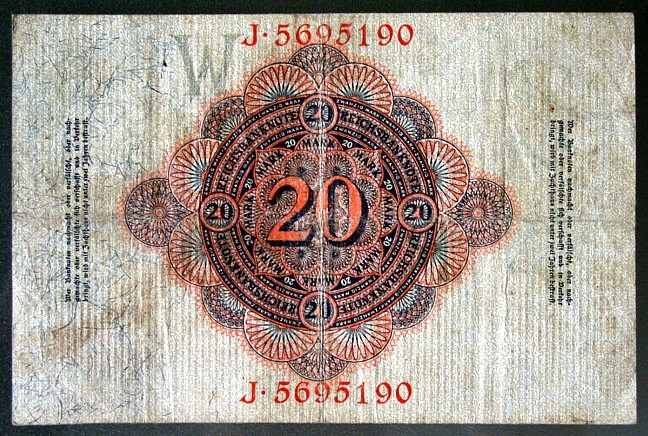
20 marchi - 19 febbraio 1914

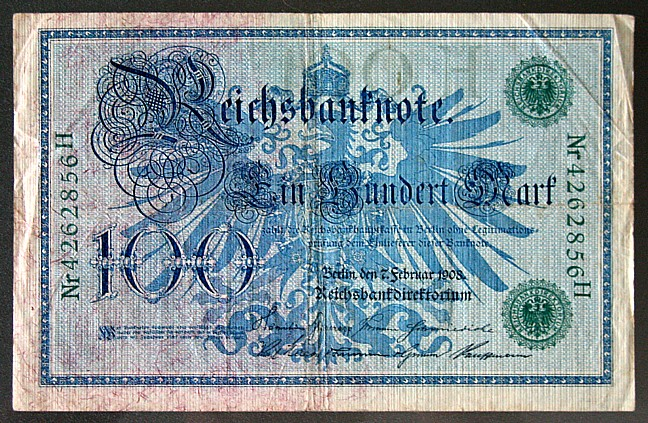
100 marchi - 7 febbraio 1908

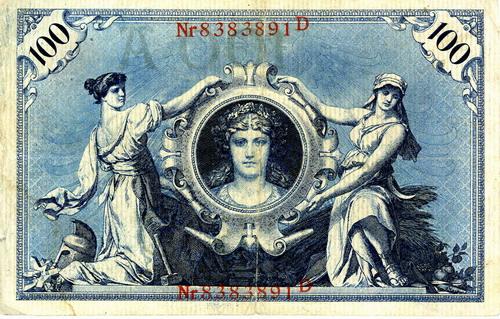
100 marchi - 7 febbraio 1908

Ovviamente uno stato industrializzato non poteva sopravvivere solo con monete d'oro, cosicché la Reichsbank, l'Amministrazione imperiale dei debiti ed altre banche private emisero anche banconote.
Inoltre tutto la massa d'oro disponibile non sarebbe stata sufficiente per produrre tutti i mezzi di pagamento legali solo con l'oro. Le banconote della Reichsbank furono stampate con i valori di 20, 50, 100 e 1000 marchi; i certificati di cassa del Dipartimento Imperiale del Debito (Reichsschuldenverwaltung) avevano tagli da 5, 10, 20 e 50 marchi con un numero di emissioni relativamente basso. La Reichsbank era formalmente una banca d'emissione privata, ma de facto era una "Banca di Stato" che, a differenza delle altre banche private "normali", aveva una serie di diritti preferenziali  e il Cancelliere imperiale spesso ne controllava direttamente l'attività.
Fino al 1914 le banconote furono emesse non solo dalla Reichsbank, ma, nei vari stati, inizialmente da 32 banche private (ad es. a Dresda la Sächsische Bank, a Monaco di Baviera la Bayerische Bank) ed anche dal Reichsschuldenverwaltung sotto forma di certificati imperiali di cassa (Reichskassenscheine) e, con l'inizio della guerra, dalle cosiddette Darlehnskassen sotto forma di certificati non convertibili.
Le banconote emesse dalla banca Imperiale o dalle banche private dovevano avere una copertura aurea pari almeno ad un terzo del loro valore. In seguito fu possibile utilizzare, tra i beni di copertura, anche i certificati della Cassa Imperiale. Ciò significava che, almeno in parte, le banconote erano coperte dai certificati e cioè che la carta era garantita da altra carta.
I certificati di cassa imperiali (Reichskassenscheine) erano carta-moneta di stato senza corso obbligatorio ed inizialmente ideati per la conversione della vecchia banconote degli stati federati emesse in precedenza in talleri o fiorini. Inizialmente furono collegati a pagamenti tra istituzioni statali, ma più tardi furono usati per gli stipendi degli impiegati pubblici e quindi entrarono nel sistema generale dei pagamenti e furono di fatto equiparati alla banconote imperiale e private.
Poiché i certificati di cassa imperiali erano accettati, ad esempio come mezzi di pagamento delle tasse allo stato, in quantità illimitata, furono accettati anche dal pubblico, anche se non c'era un corso obbligatorio. Non era "formalmente" valido fare lo stesso nei pagamenti allo stato con le banconote imperiali e private, ma non fu sempre così.
Le banconote delle banche private furono stampate già dal 1873 con biglietti dal valore minimo di 100 marchi. Con la legge bancaria del 1875 dovettero subordinare la loro attività alle direttive dello Stato federale in cui agivano oppure a quelle della Reichbank. Solo nel 1º gennaio del 1939 persero finalmente il diritto ad emettere le loro banconote.
Le monete d'oro dal 1871 fino a circa il 1900 erano relativamente comuni e le banconote al contrario relativamente rare nella circolazione ordinaria di tutti i giorni, ma dal 1906 la situazione iniziò a cambiare gradualmente con l'aumento delle banconote da 20 e 50 marchi emesse in grande quantità dalla Reichsbank. Inoltre iniziò ad aumentare la creazione di denaro creditizio e la circolazione di denaro contabile (vedi anche fiat money).
Questi nuovi, per l'epoca, tipi di denaro soppiantarono sempre più le monete d'oro dalla circolazione. Se si aveva la possibilità di scelta del mezzo di pagamento, veniva usato preferibilmente moneta di carta, moneta spicciola o altro anziché il "buon" denaro d'oro (legge di Gresham). Le monete d'oro dal 1910 circa cominciarono ad essere tesaurizzate sempre più dal pubblico. Un secondo fine della Reichbank, sostituire nella circolazione monetaria i pezzi da 20 e 10 marchi con l'emissione di banconote da 20 e 50 marchi ed immagazzinarli per il tesoro di guerra imperiale, riuscì solo in parte. Tuttavia le banconote corrisposero ad un'esigenza generalizzata di mezzi di pagamento di media grandezza cui le emissioni relativamente limitate fino al momento di certificati da 5 a 50 marchi non avevano potuto dare risposta. L'aumento generale del prodotto interno lordo comunque assorbì le Reichsbanknoten senza un apprezzabile aumento dell'inflazione.
Tutte le banconote, sia quelle emesse dalla Reichsbank che quelle emesse dalle banche private (al contrario dei certificati imperiale e dei successivi certificati di debito) furono fino al 1914 corredati della garanzia che in ogni momento potessero essere cambiati in moneta corrente tedesca (coursfähiges), anche in monete d'oro, secondo la legge bancaria §18 del 14 marzo 1875.
Ad esempio sui biglietti da 100 marchi era stampato: "La cassa centrale della Banca Imperiale pagherà 100 marchi senza autenticazione al portatore di questa banconota".
Ciò avveniva fino al 1907 comunque per il Vereinstaler, per le monete frazionali, ed anche per i certificati della cassa imperiale (Reichskassenscheine). Nei documenti dell'epoca non si trova un espresso obbligo di conversione, per le banconote imperiali, in monete d'oro. Solo per le monete frazionali d'argento a partire dall'importo minimo di 200 marchi o per i Pfennig da 50 marchi esiste una circolare del Cancelliere imperiale del 19 dicembre 1875, che indicava che era possibile su richiesta la conversione nelle casse principali della Reichsbank di Berlino, Königsberg, Francoforte e Monaco.
Altrimenti si ricevevano monete d'oro solo su espressa richiesta agli sportelli delle Banche e dalle Casse di risparmio –in accordo comunque alle singole situazioni di cassa– cambiate contro banconote, oppure dalla generale circolazione monetaria. Quando uscivano nuove emissioni di monete d'oro o argento si formavano davanti agli sportelli bancari lunghe code di collezionisti di monete e c'era la possibilità di ricevere una moneta d'oro nuova di zecca per una banconota al cambio di uno ad uno. Già nel 1893 ci furono lamentele del pubblico a causa delle enorme quantità di monete sussidiarie, cioè in conclusione, che le monete d'oro in questo periodo non erano più disponibili nella circolazione monetaria generale, il che invece non accadeva nel 1871–80.

### Fine del Goldmark

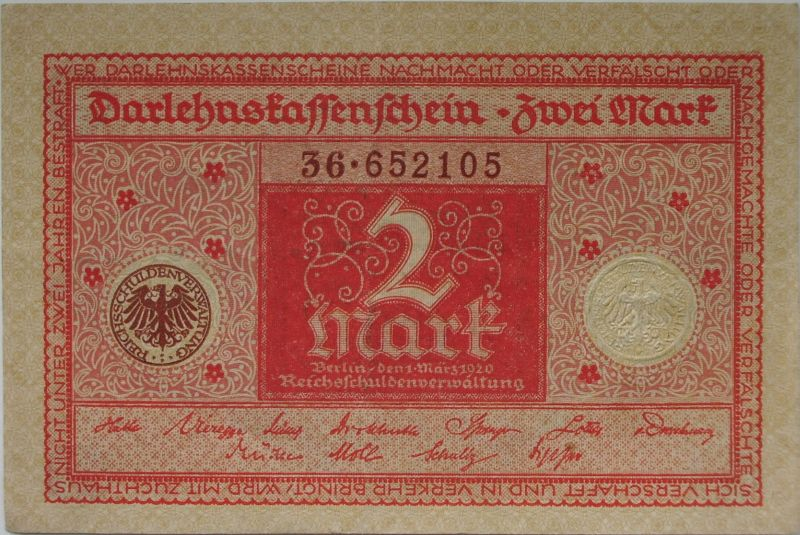
Darlehenskassenschein da 2 marchi

Agli inizi del settembre 1914, poco dopo lo scoppio della prima guerra mondiale (4 agosto), iniziò l'emissione di un nuovo tipo di banconota, le Darlehenskassenscheinen (Buoni delle casse di prestito) della Reichsschuldenverwaltung (Amministrazione imperiale del debito).
Questi certificati erano "non convertibili in moneta metallica" ed erano basati concettualmente sul fatto che lo stato poteva ora garantire invece che con l'oro, anche con beni e certificati (Wertpapieren) d'impegno dei propri possessi, cioè di debito, che le casse di debito all'interno della Reichsbank avrebbero controllato.
Comunque già dagli inizi di luglio molti cittadini sospettavano che la guerra sarebbe iniziata e cominciarono a cambiare le loro banconote e conti il più in fretta possibile in monete d'oro o almeno d'argento. Così la Reichsbank dall'inizio di luglio fino al giorno 13, il giorno della dichiarazione dello "stato dell'incombente pericolo di guerra" (drohenden Kriegsgefahr), quando la conversione delle banconote e delle monete di piccolo taglio in monete d'oro ed argento fu immediatamente sospesa, dovette registrare una considerevole uscita delle monete in metallo prezioso. La "convertibilità in moneta metallica" tuttavia sarebbe dovuta rimanere sospesa solo durante la durata della guerra e ripristinata alla sua fine, il che tuttavia non è mai accaduto.
Più tardi l'"abolizione della convertibilità delle banconote" già in atto dal 13 luglio del 1914 fu sanzionata il 14 agosto con una modificazione della legge monetaria e da ulteriori leggi finanziarie di guerra.
L'uscita di denaro in metallo prezioso di luglio e le monete d'oro e d'argento tesaurizzate dai cittadini dovevano essere recuperati con l'operazione „Gold gab ich für Eisen“ (ho dato l'oro per il ferro) e con i certificati di guerra, che ebbero successo solo in parte. Dall'agosto del 1914 quasi d'improvviso non ci furono più monete d'argento in circolazione, cosicché furono sostituite da certificati da 1 e 2 marchi stampati in fretta, di cui non era previsto un cambio in denaro metallico. Quando poi verso la fine della guerra nel 1918 perfino le monete in Pfennig furono battute su ferro o alluminio, iniziò il periodo della monetazione cittadina di necessità, con la creazione di Notgeld, durante il quale si ebbe perfino il certificato da 1 Pfennig, tuttora ricercato dai collezionisti.
Dopo la bancarotta dello stato e la conseguente riforma monetaria del novembre 1923, le monete d'oro dell'Impero tedesco con la legge del 30 agosto 1924 furono esplicitamente ammesse di nuovo come mezzo di pagamento legale nell'ambito dei nuovi Rentenmark o Reichsmark, poiché se ne voleva ovviamente incentivare la circolazione. Da parte dello stato tuttavia non si pensò mai di emettere nuove monete d'oro. Si pensava invece di poterle ritirare ed usare l'oro per il pagamento delle spese di guerra (Trattato di Versailles). Ma il tentativo non ebbe successo. Rimasero solo formalmente mezzi di pagamento legali fino al 1938, quando il governo li collocò fuori corso e prescrisse esplicitamente di offrirli in acquisto alla Reichsbank, prescrizione che con l'inizio della seconda guerra mondiale fu estesa anche alle monete d'argento da 5 e 2 marchi. Dall'agosto del 1914 le monete d'oro erano già sparite completamente dalla circolazione monetaria e in molte famiglie erano conservate, assieme a quelle d'argento, come ricordo di tempi migliori.

## Considerazioni
Il periodo del "Goldmark" dal 1871 alla fine del luglio 1914 deve essere considerato, rispetto ad oggi, come un periodo di relativa stabilità monetaria, stabilità che ebbe le sue cause nel fatto che l'inflazione del denaro cartaceo era frenata regolando le riserve auree.
Con la creazione del denaro creditizio da parte delle banche e l'aumento del denaro contabile l'inflazione cominciò ad aumentare lentamente a partire dal 1900 circa. Da 1871 al 1895 l'indice medio di inflazione rimase vicino allo zero (!) per cento, anche in presenza di fluttuazioni relativamente rilevanti dei prezzi ed alla crisi del Gründerzeit.
Solo dal 1896 al 1914 i prezzi crebbero lentamente ma costantemente. Le cause vanno cercate nelle crescente formazione di monopoli e trust, che erano collegati tramite accordi sui prezzi nelle industrie e nel commercio, e nel riarmo militare della Germania con l'aumento costante delle tasse, nuove tasse speciali ed il loro incremento strisciante di anno in anno. Inoltre ci fu dal 1900 circa un'ampia domanda di materie prime sui mercati mondiali, che influenzò la industrializzazione e l'armamento dell'esercito e della flotta.
Inoltre bisognava mantenere alcuni incrementi della tassazione per applicare gli interessi al crescente aumento del debito dello stato e questi aumenti in ogni caso fecero aumentare tendenzialmente l'indice dei prezzi. La letteratura dell'epoca tentò di attribuire il fenomeno dell'aumento dei prezzi, specie quelli alimentari, che ebbe inizio verso il 1896, al fatto che la produzione di beni alimentari ed in particolare di carne, che veniva sempre più richiesta, non poteva seguire l'esplosione demografica, il che almeno in parte era probabilmente vero. Si pensi anche solo all'aumento demografico nelle grandi città tedesche con i loro nuovi quartieri. Secondo un'altra teoria la produzione di oro era aumentata troppo e conseguentemente anche la circolazione monetaria generale, senza che però praticamente ci fosse un conseguente incremento sostanziale della quantità delle monete in oro; con l'immissione delle piccole Reichsbanknoten da 20 e 50 marchi dal 1906 avvenne addirittura quasi il contrario.
Con l'ottica moderna al proposito i colpevoli furono piuttosto l'incremento del denaro contabile, non legato ad una regolazione di riserve auree ed anche i già citati accordi per il controllo dei prezzi e l'aumento della tasse. Anche la quantità di contante in monete frazionali per abitante con diverse modificazioni di legge fu innalzata da 10 marchi a 20 marchi, che altrettanto aumentò la domanda di beni aumentandone il costo. Si può tuttavia affermare che l'aumento dello standard generale di vita in ampi strati della popolazione, che fino alla prima guerra mondiale fu indubbio, viaggiava sulle spalle dell'inflazione. Ciò tuttavia non esclude sacche di dura indigenza nelle aree rurali – ad esempio il Meclemburgo – che portò alla fuga dalle campagne alle grandi città, fino alla emigrazione oltreoceano. Nella letteratura specialistica secondo Jürgen Kuczynski l'aumento dei prezzi dal 1871 al 1914 può essere valutatio di un valore che varia dal 100% al 145%. Questo aumento dei prezzi tuttavia non fu circoscritto alla sola Germania.
Riguardò infatti anche quei paesi che basavano la loro moneta sul sistema aureo come Francia, Italia, Gran Bretagna e Usa, con cause simili. È interessante il fatto che tendenze inflazionistiche si espressero ad es. in Francia quando le monete da 1 e 2 centime, a causa del loro alto costo di coniazione, sparirono quasi completamente dalla circolazione verso il 1900 e molti prezzi al dettaglio furono perciò arrotondati ai 5 centesimi. In Germania tuttavia con le monete da 1 e 2 Pfennig non si ebbe lo stesso fenomeno. In Germania crebbero in modo percentualmente maggiore – come già detto – i prezzi dei generi alimentari ed in particolare la carne, gli affitti ma d'altra parte i prodotti industriale divennero più economici. Si confronti il prezzo di un piatto di stagno del 1875 con quello di un piatto di porcellana o smaltato del 1910. Con i rapporti annuali delle Associazioni tedesche dei consumatori ciò può essere ricostruito con precisione. Qui si parlava di regola di un "rincaro" a partire dal 1896 circa, da quando i prezzi durante la recessione non calarono più, anzi aumentarono come nelle fasi congiunturali, anche se di poco; esattamente come oggi.

## Monete dell'Impero tedesco
Sulle monete dai 2 ai 20 marchi ci furono molte immagini diverse, come attualmente sulle monete in euro. Ogni Stato dell'Impero tedesco aveva il diritto di scegliere che immagine mettere sul proprio lato. Negli stati retti da un monarca fu usato il ritratto di questi mentre le città libere di Brema, Amburgo e Lubecca usarono gli stemmi civici. Sull'altra faccia delle monete era raffigurata la Reichsadler (Aquila imperiale), cioè l'aquila che rappresentava l'insegna dell'Impero tedesco. Molti degli stati più piccoli emisero monete solo in piccole quantità che ora sono particolarmente rare e ricercate. Il principato di Lippe fu l'unico stato a non coniare nessuna moneta d'oro in questo periodo. La monete fino ad 1 marco erano uguali in tutto l'Impero.

### Monete d'oro (900/1000 oro)

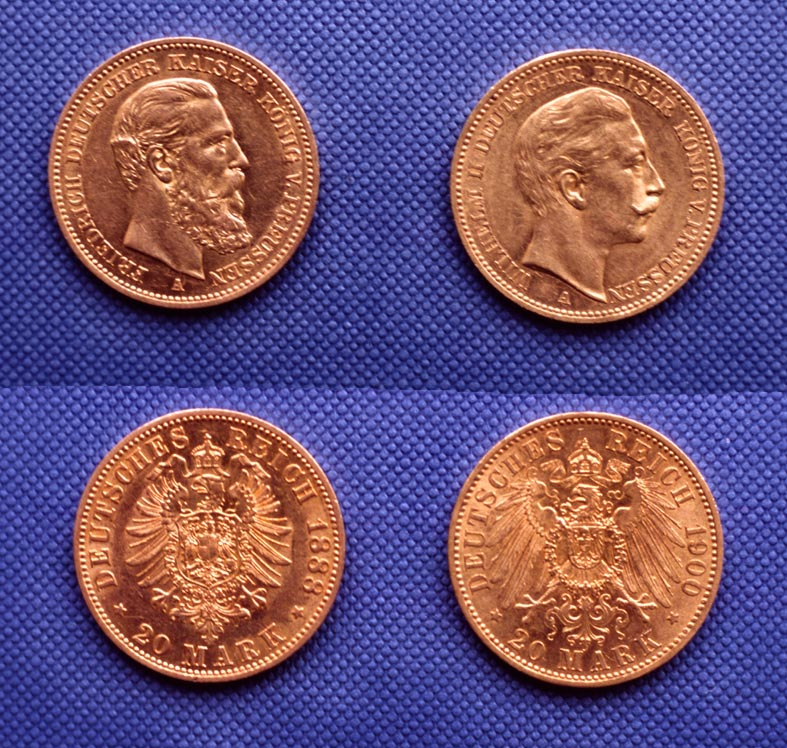
Monete d'oro da 20 marchi con i ritratti dell'imperatore Federico III e Guglielmo II.

Monete d'oro con un titolo del 900/1000 di fino. Il metallo della lega era il rame, da cui il colore rosso delle monete (oro rosso):
- 20 Marchi, peso 7,9649 g (7,1685 g di fino) detta Doppia corona (Doppelkrone) o anche Volpe d'oro (Goldfuchs)
- 10 Mark, peso 3,9825 g (3,5842 g di fino) Corona
- 5 Mark, peso 1,9912 g (1,7921 g di fino) 1/2 corona

La denominazione Corona fu introdotta per il pezzo da 10 marchi con disposizione imperiale del 27 febbraio 1875.
La quantità di pezzi delle monete d'oro e d'argento (da 2 a 5 marchi) coniati dai singoli Stati federati dipendeva dalla popolazione, così che gli stati grandi come Prussia, Baviera, Sassonia emettevano una quantità di pezzi sostanzialmente più alta di stati piccoli come ad esempio i principati di Reuss.
Molti degli stati più piccoli emisero monete solo in piccole quantità che ora sono particolarmente rare e ricercate. Il principato di Lippe fu l'unico stato a non coniare nessuna moneta d'oro in questo periodo.
Ogni Stato federato aveva la possibilità di disegnare il dritto e di coniare le monete. Di regola c'era l'effigie dei vari monarchi che regnavano sui vari stati. Le libere cittè Brema, Amburgo e Lubecca coniarono sulle loro monete gli stemmi civici.
Il rovescio al contrario era uguale e vi era raffigurata la Reichsadler (Aquila imperiale), cioè l'aquila che rappresentava l'insegna dell'Impero tedesco.
Il disegno dell'aquila fu variato due volte. La prima (1874) l'abbreviazione M. (per Mark) fu sostituita con la parola Mark, per consolidare la conoscenza della nuova moneta nella popolazione. Poi nel 1890 la piccola Aquila imperiale con un grande scudo degli Hohenzollern – indicativo della supremazia della Prussia – fu sostituita da una grande aquila con uno scudo piccolo. Guglielmo II, salito al trono nel 1888, l'anno dei tre imperatori, voleva con questo cambiamento mostrare un segno che indicasse il rafforzamento dell'unità tedesca, dopo che l'impero era stato creato e stabilizzato. Il disegno della nuova aquila fu fatto da Otto Schultz, un medaglista della zecca di Berlino.
Per la storia delle monete sono importanti anche i pezzi d'oro da 5 marchi coniati nel 1877 e nel 1878. Queste monete furono poste fuori corso già dal 1º ottobre 1900, poiché a causa delle loro piccole dimensioni (17 mm di diametro e 2 g scarsi di peso) non erano ben accettati dalla popolazione. Perciò ritornavano sempre indietro alla Reichsbank. Le monete da 5 marchi d'oro emesse a Berlino nel 1877 sono quelle coniate nel maggior numero di esemplari, superando il milione di pezzi. Si stima che esista ancora il 10% delle monete da 5 marchi coniate inizialmente. Gran parte delle monete attualmente offerte sul mercato è falsa.
È interessante notare che le emissioni da 20 e 10 marchi avevano un rapporto di 3: 1, il che spiega il maggior valore dei secondi al mercato dei collezionisti. Ciò porta alla conclusione che lo stato riteneva che i semplici cittadini potevano più facilmente pensare di mettere da parte un pezzo da 10 piuttosto che uno da 20 marchi. Per rendere questo accaparramento più difficile il numero delle monete da 10 marchi emesse era notevolmente minore di quello da 20 marchi. Ciò rese tuttavia più difficile l'accumolo di capitale da parte dei semplici cittadini per mancanza degli scarsi pezzi da 10. Le monete da 20 marchi prussiane di Guglielmo II coniate dal 1888 al 1913 attualmente sono vendute agli sportelli bancari  con una maggiorazione rispetto al contenuto di metallo prezioso.

### Monete sussidiarie

Monete dell'Impero tedesco: in alto le monete di rame o di rame-nichel. In basso le monete d'argento.

A differenza del periodo antecedente alla creazione dell'Impero, le monete di valore più basso erano d'argento con un titolo del 900/1000, ed il loro valore in metallo era inferiore al valore nominale. Un marco conteneva esattamente 5 g di argento fino. Il pezzo da 20 Pfennig d'argento conteneva solo 1 grammo d'argento ed era molto sottile, quasi una filigrana e di conseguenza si rompeva spesso e dopo alcuni anni fu sostituito da una moneta senza metallo prezioso. Tuttavia era comunque molto apprezzato tra la popolazione ed aveva il nomignolo di "Siebnerl" (dal tedesco sieben, sette) perché il valore corrispondeva a circa 7 Kreuzer delle precedenti valute della Germania meridionale.
I pezzi da due, tre e cinque marchi avevano, come le monete d'oro, un lato specifico per ogni singolo stato. Al contrario le monete di valore inferiore al marco avevano tutte lo stesso disegno. I pezzi da tre e cinque marchi portano sul bordo la scritta GOTT MIT UNS (Dio con noi), la stessa che era stata sul bordo del Vereinstaler, mentre i nominali più piccoli avevano un semplice bordo scanalato. Dal 1901 per specifiche occasioni furono coniate anche monete commemorative.
Il Vereinstaler, con 16,67 g, corrispondeva inizialmente esattamente a tre marchi e fino al 1907 fu in circolazione come moneta da 3 marchi. Nel 1908 furono introdotte le monete da 3 marchi e contemporaneamente il tallero fu posto fuori corso. Molti talleri erano già notevolmente molto consumati dalla circolazione poiché erano stati coniati solo fino al 1871.
Il nome di Tallero rimase comunque al pezzo da tre marchi fino alla Repubblica di Weimar.
Nella zona di Berlino il pezzo da 5 Pfennig fu chiamato fino a tempi recenti "Sechser" (dal tedesco sechs, sei), perché il mezzo-Groschen d'argento della precedente valuta prussiana valeva 6 Pfennig. Il nome Groschen per il pezzo da 10 Pfennig può essere sentito ancora attualmente.

#### Monete sussidiarie in argento
I valori minori erano battuti in argento (900/1000), con 1 marco che conteneva 5 g d'argento puro.
- 5 Mark, 25 g d'argento
- 3 Mark, 15 g d'argento, coniata dal 1908
- 2 Mark, 10 g d'argento
- 1 Mark, 5 g d'argento
- ½ Mark, 2,5 g d'argento
- 50 Pfennig, 2,5 g d'argento (= 1/2 Mark)
- 20 Pfennig, 1 g d'argento, solo fino al 1878

La moneta da 3 Marchi fu introdotta per sostituire il Vereinstaler, che era stato usato in precedenza ed il cui contenuto in argento era solo di poco superiore alla moneta da 3 Marchi.

#### Monete sussidiarie senza metallo prezioso
Prodotte in Bronzo e lega di Nickel:
- 50 Pfennig (Alluminio: 1919-1922)
- 25 Pfennig in Jugendstil: (Nickel: 1909-1912)
- 20 Pfennig (Nickel)
- 10 Pfennig (Copper-Nickel: 1873-1916, Iron and Zinc until 1922)
- 5 Pfennig (Copper-Nickel: 1873-1915, Iron: 1915-1922)
- 2 Pfennig (Copper to 1916 then discontinued)
- 1 Pfennig (Copper: 1873-1916, Aluminium: 1916-1918)

Durante la prima guerra mondiale furono coniate monete in alluminio, zinco, ferro ed acciaio.